# 3-Quinuclidinil benzilato
3-Quinuclidinil Benzilato IUPAC nome traduzido 1-azabiciclo[2.2.2] octan-3-ol 2-hidroxi-2,2-difenilacetato comumente chamado de BZ, tendo sido reconhecido inicialmente como agente TK. BZ é um composto glicolato anticolinérgico relacionado com Atropina, Escopolamina e Hiosciamina (outros). Atuando como um inibidor competitivo da acetilcolina nos locais de receptores muscarínicos pós-funcionais, nos músculos liso e cardíaco , nas glândulas exócrinas, nos gânglios autônomos e no cérebro, BZ diminui a concentração efetiva de acetilcolina vista pelos receptores nestes locais. A Fisostigmina, que aumenta a concentração de acetilcolina nas sinapses e nas junções neuromusculares e neuroglandulares, é um antídoto específico.